# Бра

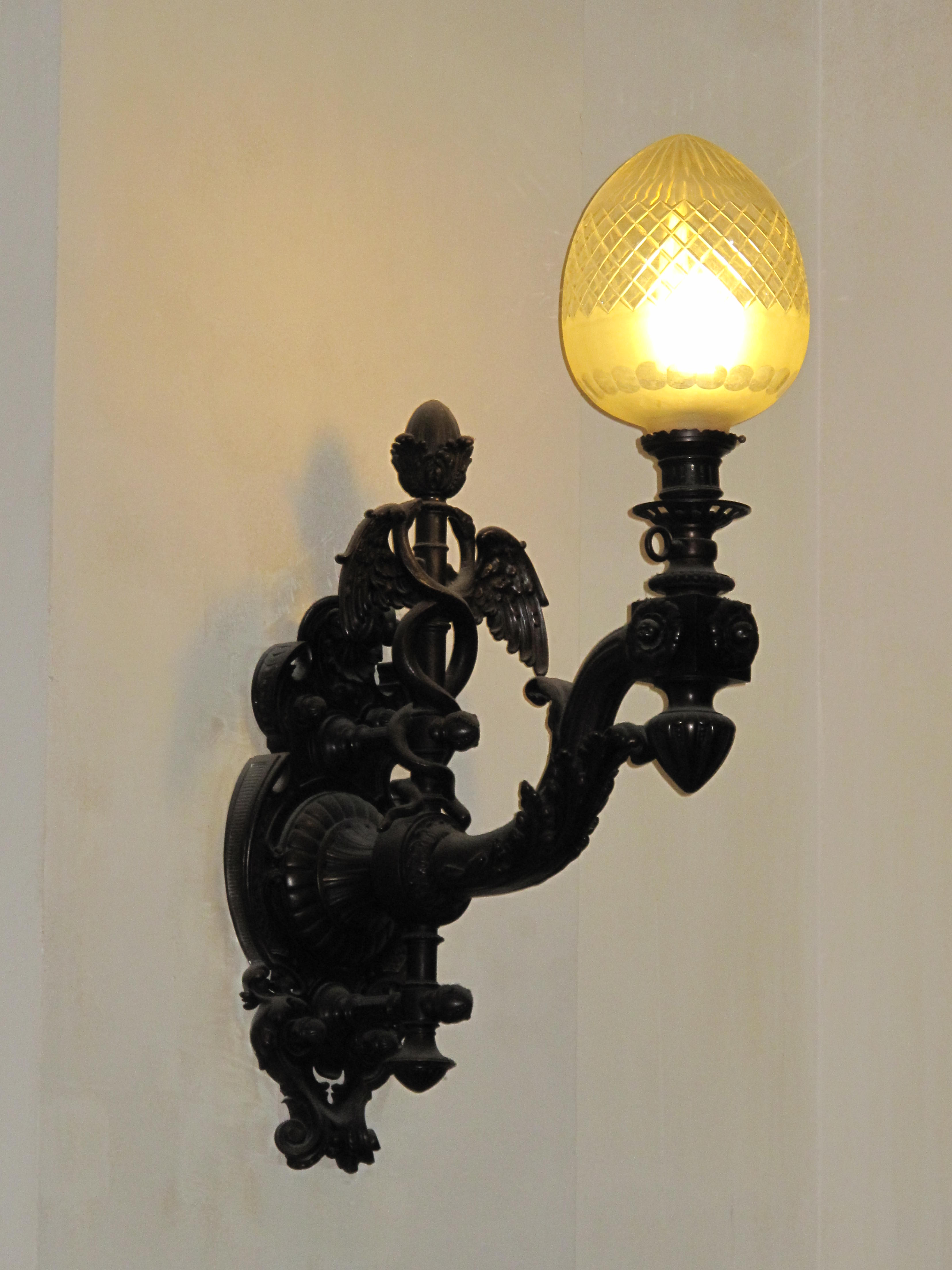
Електричне бра в холі розкішного готелю

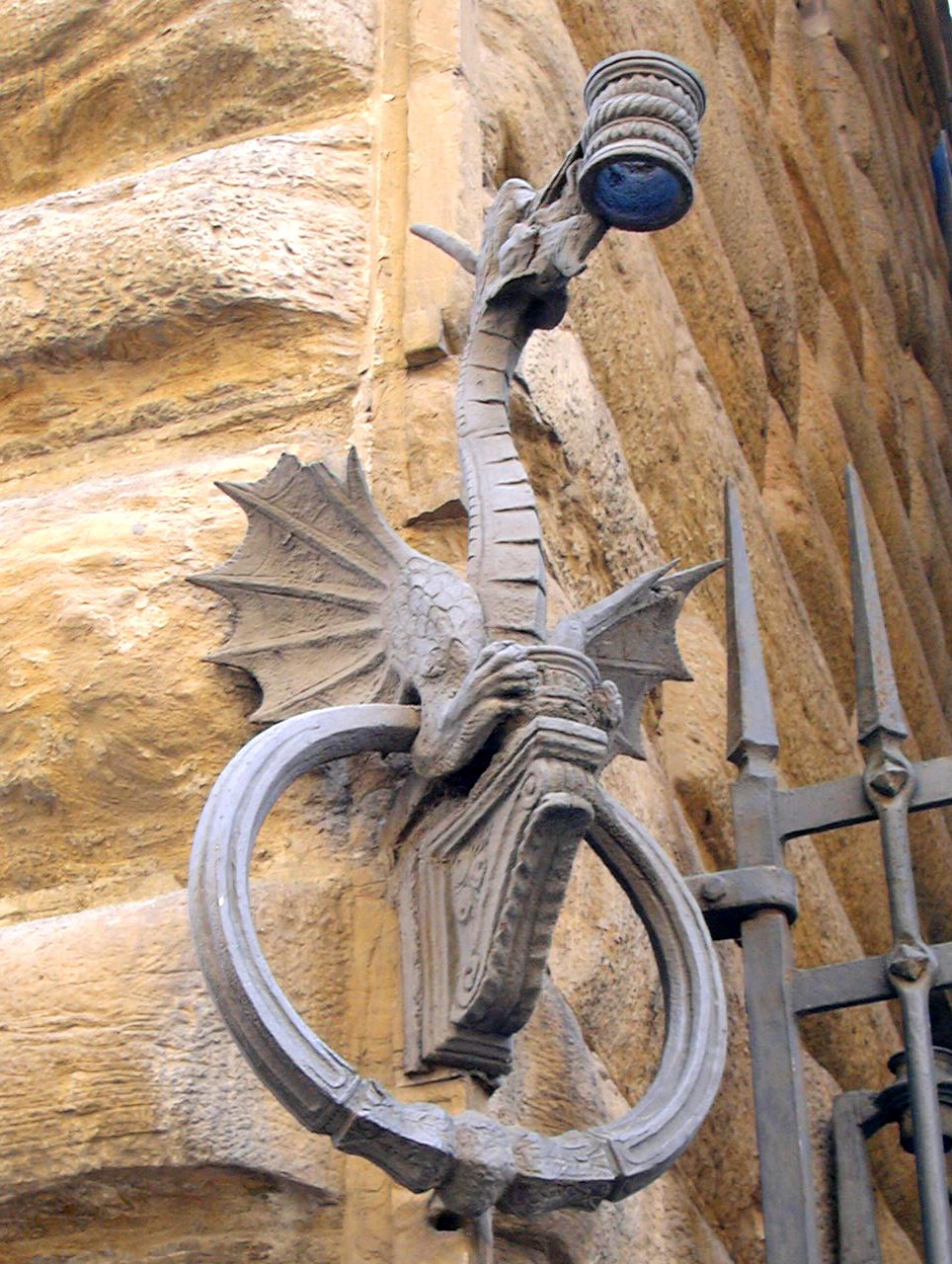
Бра для підтримки смолоскипу на стінах палацу Медічі у Флоренції, Італія.

Бра (від фр. bras — «рука») — художньо виконаний настінний освітлювальний прилад; поширився з 17 століття як настінний свічник, слугував світильником і прикрасою приміщень. Бра буває з одним або кількома джерелами світла, виготовляється з металу, скла, пластмаси та інших матеріалів.

## Призначення бра
- Заміна люстр в маленьких приміщеннях. Наприклад, в деяких квартирах дуже низькі стелі і вішати люстру просто недоцільно, у той час як маленьке бра на стіні буде виглядати досить непогано.
- Виділення світлом деякого предмету інтер'єру, що висить на стіні, такого як дзеркало або картина.
- Поділ приміщення на ділянки. За допомогою бра та дзеркал можна виділити деякі ділянки одного приміщення світлом, таким чином, розділивши його на кілька ділянок.
- Декоративна прикраса.
- Освітлення будинків, парканів, господарських блоків зовні. При цьому використовуються настінні світильники зі ступенем захисту  IP, яка передбачає використання на вулиці.